# Oseias (rei de Israel)
Oseias (em hebraico: הוֹשֵׁעַ; romaniz.: Hōšēaʿ; lit. "Salvação"; em acádio: 𒀀𒌑𒋛𒀪; romaniz.: A'úsiʾ) foi o décimo nono e último rei de Israel. Filho de Elá. Chegou ao trono após assassinar o rei Peca (ou Faceia).
Reinou durante 9 anos, ao fim do qual o rei Salmanaser V da Assíria conquistou o seu reino deportando uma grande parte dos seus habitantes para a Assíria e para a Média.

## Dominação de Israel e sua Destruição
Durante o reinado de Oseias, Salmanaser V invadiu a Palestina e Oseias tornou-se seu vassalo sob a imposição de um tributo anual. (II Reis 17:1-3) Todavia, numa época posterior, Oseias deixou de pagar o tributo e foi descoberto conspirando com o faraó Sô (Tefenacte), rei do Egito. Por causa disso, Salmanaser pôs Oseias em detenção, e depois sitiou Samaria por três anos.
Em 722 a.C., Samaria foi tomada e destruída por Sargão II. Como julgamento, Oseias foi aprisionado no cárcere até o fim de sua vida.